# Kategorie grup
Kategorie grup označovaná Grp, příp. Gp je v matematické teorii kategorií konkrétní kategorie všech grup s grupovými homomorfismy jako morfismy. Studium této kategorie je známé jako teorie grup.

## Vztah k jiným kategoriím
Existují dva zapomínající funktory z Grp, M: Grp → Mon z kategorie grup do kategorie monoidů a U: Grp → Set z kategorie grup do kategorie množin. Funktor M má dva adjunkty: jeden pravý, I: Mon→Grp, a jeden levý, K: Mon→Grp. I: Mon→Grp je funktor posílající každý monoid na podmonoid invertovatelných prvků, a K: Mon→Grp je funktor posílající každý monoid na Grothendieckovu grupu tohoto monoidu. Zapomínající funktor U: Grp → Set má levý adjunkt daný složením funktorů KF: Set→Mon→Grp, kde F je volný funktor, který každé množině S přiřazuje volnou grupu na S.

## Kategorické vlastnosti
Monomorfismy v Grp jsou právě injektivní homomorfismy, epimorfismy jsou právě surjektivní homomorfismy, a izomorfismy jsou právě bijektivní homomorfismy.
Kategorie Grp je jak úplnou a ko-úplnou. Produkt v Grp je pouze direktní součin grup zatímco koprodukt v Grp je grupový volný součin. Nulové objekty v Grp jsou triviální grupy (tvořené pouze neutrálním prvkem).
Každý morfismus f : G → H v Grp má jádro (dané obyčejným jádrem algebry ker f = {x v G | f(x) = e}), a také kojádro (dané faktorovou grupou H podle normálního uzávěru morfismu f(G) v H). Na rozdíl od Abelovy kategorie, není pravda, že každý monomorfismus v Grp je jádrem svého kojádra.

### Neaditivní a proto neabelovská
Kategorie abelovských grup, Ab je úplná podkategorie kategorie Grp. Ab je Abelova kategorie, ale Grp není. Skutečně, Grp není dokonce ani aditivní kategorie, protože neexistuje žádný přirozený způsob, jak definovat „součet“ dvou grupových homomorfismů. Důkaz je následující: Množina morfismů na symetrické grupě S3 řádu tři, {\displaystyle E=\operatorname {Hom} (S_{3},S_{3})}, má deset prvků: prvek z, jehož součin z obou stran s každým prvkem E je z (homomorfismus odesílající každý prvek na identitu), tři prvky takový, že jejich součin na jedné pevné straně je vždy on sám (projekce na tři podgrupy řádu dva), a šest automorfismů. Pokud by Grp byla aditivní kategorie, pak by tato množina E deseti prvků byla okruhem. Nulový prvek v libovolném okruhu je vyčleněn vlastností, že 0x=x0=0 pro všechna x z okruhu, takže z by muselo být nulou E. V E však neexistují dva nenulové prvky, jejichž součin by bylo nulový, takže tento konečný okruh by neměl žádné dělitele nuly. Konečný okruh bez dělitelů nuly je však podle Wedderburnovy věty komutativní těleso, ale tělesa s deseti prvky neexistuje, protože každé konečné těleso má řád rovný mocnině prvočísla.

### Exaktní posloupnosti
Pojem exaktní posloupnost je smysluplný v Grp, a některé výsledky z teorie Abelových kategorií, např. lemma devíti, lemma pěti, a jejich důsledky v Grp platí. Hadí lemma však v Grp neplatí.[zdroj⁠?!][zdroj?]
Grp je regulární kategorie.